# Гребёнкина, Лидия Константиновна
Ли́дия Константи́новна Гребенкина (5 октября 1930, Вятка, Нижегородский край — 2 апреля 2023, Рязань) — советская учёная, заведующая кафедрой педагогики и педагогических технологий Рязанского государственного университета имени С. А. Есенина, доктор педагогических наук, профессор, академик-секретарь Международной академии наук педагогического образования (МАНПО).

## Биография
Окончила историко-филологический факультет Кировского педагогического института. Затем Л. К. Гребенкина работала учителем истории в школе № 21 города Кирова. Обучалась в аспирантуре Академии педагогических наук и защитила диссертацию на соискание ученой степени кандидата педагогических наук.
С 1963 года работала в Рязанском государственном университете имени С. А. Есенина. В 2000 году защитила докторскую диссертацию.

## Научная деятельность
Круг научных интересов: профессиональная подготовка учителя-воспитателя в системе непрерывного педагогического образования; управление педагогическими системами; гуманизация образования и воспитания; образовательно-воспитательное пространство школы и вуза; дополнительное образование; педагогическое краеведение; педагогические технологии; педагогическое творчество и мастерство.
Под руководством Л. К. Гребенкиной защищено более 35 кандидатских диссертаций.

### Публикации
Л. К. Гребенкина имеет около 500 научных и учебно-методических работ.
- Октябрята и юные пионеры малокомплектных школ [Текст] / Л. К. Гребенкина, Б. В. Леготин. — Москва : Просвещение, 1964. — 80 с. : ил.; 17 см. — (Учителю о пионерской работе/ Акад. пед. наук РСФСР).
- Инновационная деятельность в региональной системе повышения квалификации работников образования (проблемы, опыт, перспективы) : учеб.-метод. пособие / Л. К. Гребенкина, А. Д. Кувшинкова ; Ряз. обл. ин-т развития образования. — Рязань : Ряз. обл. ин-т развития образования, 2005. — 106 с. : ил., схемы, табл.; 21 см; ISBN 5-7943-0214-3
- Инновационные подходы к повышению квалификации работников образования в условиях региона : монография / Л. К. Гребёнкина, А. Д. Кувшинкова ; ГОУ ДПО «Рязанский обл. ин-т развития образования», ГОУ ВПО «Рязанский гос. ун-т им. С. А. Есенина». — Рязань : Изд-во Рязанского обл. ин-та развития образования, 2006. — 201 с. : ил., табл.; 20 см; ISBN 5-7943-0255-0
- Организационно-документальное сопровождение учебно-воспитательного процесса начальной школы [Текст] : [16+] / Гребенкина Л. К., Архарова Л. И., Демидова С. Б. ; Центр «Пед. поиск». — Москва : Пед. поиск, 2014. — 128 с. : табл.; 24 см. — (Новые образовательные стандарты).; ISBN 978-5-91569-048-5
- Формирование профессионализма учителя в системе непрерывного педагогического образования : [Монография] / Л. К. Гребенкина; М-во образования Рос. Федерации. Ряз. гос. пед. ун-т им. С. А. Есенина. — Рязань : Ряз. гос. пед. ун-т им. С. А. Есенина, 2000. — 201, [2] с.; 21 см; ISBN 5-88006-190-6
- На каждый день. Технология управленческой деятельности заместителя директора школы : Учеб. — метод. пособие / Л. К. Гребенкина, Н. С. Анциперова; М-во общ. и проф. образования РФ. Ряз. гос. пед. ун-т им. С. А. Есенина. — Рязань : Изд-во РГПУ им. С. А. Есенина, 1998. — 133, [1] с. : ил.; 20 см; ISBN 5-88006-147-7
- Педагогика сотрудничества: вчера, сегодня, завтра (теория, опыт) : монография / Л. К. Гребенкина, Н. А. Копылова ; Федеральное агентство по образованию, Гос. образовательное учреждение высш. проф. образования «Рязанский гос. ун-т им. С. А. Есенина». — Рязань : Рязанский гос. ун-т им. С. А. Есенина, 2008. — 216, [1] с. : ил., табл.; 20 см; ISBN 978-5-88006-558-5 * Педагогика сотрудничества: вчера, сегодня, завтра (теория, опыт) [Текст] : монография / Л. К. Гребенкина, Н. А. Копылова ; М-во образования и науки Российской Федерации, Гос. образовательное учреждение высш. проф. образования «Рязанский гос. ун-т им. С. А. Есенина». — 2-е изд. — Рязань : РГУ, 2010. — 216, [1] c. : ил., табл.; 21 см; ISBN 978-5-88006-689-6

## Награды и звания
«Отличник народного просвещения РСФСР», «Отличник просвещения СССР», «За отличные успехи в работе в области высшего образования СССР», «Почетный работник высшего профессионального образования РФ», «За вклад в развитие РГУ», «Почётный профессор РГУ». В 2004 году Указом Президента РФ за заслуги в научно-педагогической деятельности и значительный вклад в подготовку кадров присвоено почетное звание «Заслуженный работник высшей школы Российской Федерации». В 2005 году — присвоено звание «Почётный профессор РГУ».